# Tiago Campagnaro
Tiago Antônio Campagnaro, noto semplicemente come Tiago Campagnaro (Campo Largo, 2 luglio 1983), è un ex calciatore brasiliano, di ruolo portiere.

## Palmarès

### Club

#### Competizioni statali
- Campionato Paulista Serie A2: 1

Portuguesa: 2007